# 3-я Парковая улица
3-я Па́рковая у́лица (с 1936 года до 18 ноября 1949 года — Пожа́рный прое́зд) — улица в Восточном административном округе города Москвы на территории районов Измайлово и Северное Измайлово.

## История
Улица получила современное название как одна из 16 номерных Парковых улиц, ведущих с севера к Измайловскому парку. С 1936 года до 18 ноября 1949 года называлась Пожа́рный прое́зд.

## Расположение
3-я Парковая улица проходит от Измайловского проспекта на север, пересекает Заводской проезд, поворачивает на северо-запад, пересекает Первомайскую улицу, поворачивает на север, далее к ней с запада примыкает 1-я Прядильная улица, затем к 3-й Парковой улице примыкают Измайловский бульвар с востока и 2-я и 3-я Прядильные улицы с запада, далее 3-я Парковая улица пересекает Верхнюю Первомайскую улицу и Сиреневый бульвар, проходит по восточной границе площади Викторио Кодовильи и проходит далее на север до Щёлковского шоссе, за которым продолжается как улица Бирюсинка. Участок от Измайловского проспекта до Сиреневого бульвара расположен на территории района Измайлово, участок от Сиреневого бульвара до Щёлковского шоссе — на территории района Северное Измайлово. Нумерация домов начинается от Измайловского проспекта.

## Примечательные здания и сооружения
По нечётной стороне:
- д. 35 — библиотека № 85 (Взрослое отделение);
- д. 41 — пожарная часть № 26;
- д. 41а — Измайловская мануфактура.

По чётной стороне:
- вл. 24 — Измайловский рынок;
- д.26/2 — библиотека № 85 (Детское отделение).

## Транспорт

### Автобус
- т51: от Измайловского проспекта до Измайловского бульвара (по маршруту метро «Измайловская» — «Площадь Соловецких Юнг») и обратно
- 34: от Измайловского проспекта до Первомайской улицы (по маршруту метро «Преображенская площадь» — «Площадь Соловецких Юнг») и обратно
- 97: от Измайловского проспекта до Щёлковского шоссе (по маршруту метро «Измайловская» — «Площадь Соловецких Юнг») и обратно
- 223: только в одну сторону от Первомайской улицы до Измайловского проспекта (по маршруту «Камчатская улица» — метро «Измайловская»)
- 974: от Сиреневого бульвара до Щёлковского шоссе (по маршруту метро «Партизанская» — «3-й микрорайон Новокосина») и обратно
- 664: от Измайловского проспекта до улицы Чечулина (по маршруту метро «Измайловская» — «Южное Измайлово») и обратно

### Метро
- Станция метро «Измайловская» Арбатско-Покровской линии — у южного конца улицы, на Измайловском проспекте
- Станция метро «Первомайская» Арбатско-Покровской линии — восточнее улицы, на пересечении 9-й Парковой улицы с Первомайской улицей и Измайловским бульваром
- Станция метро «Щёлковская» Арбатско-Покровской линии — северо-восточнее улицы, на пересечении Щёлковского шоссе с 9-й Парковой и Уральской улицами
- Также планируется строительство трамвайной линии от Открытого шоссе до станции метро «Измайловская» с ответвлением на Измайловский бульвар к 15 -й Парковой улице[источник не указан 1224 дня]